# 的場徳造
的場 徳造（まとば とくぞう、1908年 - 1985年4月26日）は、日本の農業経済学者。専門は、主にソビエト連邦の農業経済学。

## 略歴
1936年、東京帝国大学文学部西洋史学科を卒業後、同大学院に進む。1937年、外務省調査部嘱託としてソ連、特にその農業を研究。1947年農林省農業経済研究所に入所し、海外部長、九州支所長を歴任する。1975年日本大学経済学部教授に就任し、1979年に退職した。

## 著書
- 『ソ聯農業の旱魃問題』皐月會、1939年
- 『最近のソ聯農業の基本問題』皐月會、1940年
- 『ソ聯農業計画の実施状況並に検討』皐月会、1941年
- 『コルホーズの話』八雲書店、1948年
- 『我国蜜柑の経済研究』養賢堂、1952年
- 『コルホーズ 理論と実際および日本農業』青木文庫、1954年
- 『出稼ぎの村 鹿児島県鶴田村における脱農化の展開過程』東京大学出版会、1958年
- 『農業共同化の論理と実証』農業技術協会、1960年
- 『農業の基礎知識 第1　新しい農業経営のはなし』家の光協会、1961年
- 『日本農業問題の諸相』現代書館、1973年
- 『コルホーズの歴史と展開 ソヴェト社会主義発展の課題と評価』御茶の水書房、1978年
- 『ソ連邦の都市と農村 ソヴェト農業経済論集第2巻』御茶の水書房、1980年
- 『農業開発と社会主義 ソヴェト農業経済論集第3巻』御茶の水書房、1980年
- 『ソ連とはどういう国か』小川町企画出版部、1984年

### 共編著
- 『農民組合と農地改革 長野県下伊那郡鼎村』古島敏雄,暉峻衆三共著 東京大学出版会、1956年
- 『九州における経済と農業』編 東京大学出版会、1959年
- 『村は生きている 新生運動の発展と成果』編 新評論〈新しい村づくりシリーズ〉、1959年
- 『農業共同化の実際と進め方』藤井信雄共編 文教書院、1960年
- 『農業の近代化と共同経営 新利根開拓農協の歩み』鶴田知也・上野満共著 文教書院、1960年
- 『共産圏における農業社会化の現状と問題』丸毛忍,山本秀夫共著 現代アジア社会思想研究会 思想研究レポート別冊、1964年
- 『海外諸国における農業構造の展開』山本秀夫共編著 日本評論社、1966年

### 翻訳
- ペ・エヌ・エフモフ『ストルイピン農業政策』村上保男共譯 農政調査会、1941年
- エヌ.イ.ヴァヴィーロフ『小麦育種の科学的基礎』欧亜通信社、1947年
- D.ミトラニイ『マルクスと農民 社会発展に関する前提の研究』斎藤一夫・深沢八郎共訳 法政大学出版局、1956年
- エフ・エス・クロハリョフ『農耕方式についてーその史的概観』刀江書院、1965年

### 記念論文集
- 『現代農業論 的場徳造教授古稀記念論集』編著 御茶の水書房、1982年